# دانشگاه بین المللی ترایدنت

دانشگاه بین المللی ترایدنت یک دانشگاه خصوصی آنلاین مستقر در کیپرس، کالیفرنیا است. این دانشگاه یکی از اعضای سیستم دانشگاه بین قاره‌ای آمریکا است و به صورت منطقه‌ای توسط کمیسیون آموزش عالی معتبر است.
ترایدنت پنج رشته در مقطع دکترا، هشت رشته در مقطع کارشناسی ارشد، ۸ رشته در مقطع کارشناسی، یک دوره کاردانی، و شش دوره فنی حرفه‌ای و همچنین در مقطع دیپلم رشته ارائه می‌دهد. از سال ۲۰۱۴، ثبت نام دانشگاه شامل حدود ۷۵ درصد پرسنل نظامی بوده‌است.

## تاریخ
دانشگاه ترایدنت در سال ۱۹۹۸ تأسیس شد و دفتر مرکزی آن در کیپرس، کالیفرنیا است. در حال حاضر این دانشگاه بیش از ۳۰۰۰۰ فارغ‌التحصیل دارد.
در اکتبر ۲۰۰۷ دانشگاه ترایدنت تحت عنوان مؤسسه جدید به نام دانشگاه TUI و به عنوان یک شرکت خصوصی تشکیل شد. در ژانویه ۲۰۱۱، دانشگاه TUI رسماً نام خود را به دانشگاه بین المللی Trident تغییر داد. در ۲۹ مارس ۲۰۱۵، دانشگاه بین‌المللی جونز (JIU) اعلام کرد که در سال ۲۰۱۶ تعطیل می‌شود و یک قرارداد انتقال رسمی با دانشگاه بین‌المللی ترایدنت منعقد کرده‌است.

## دانشگاهیان
ترایدنت در دانشگاه بین قاره‌ای آمریکا به‌طور رسمی توسط کمیسیون آموزش عالی تأیید شده‌است.
این دانشگاه دوره‌های تحصیلی خود را در مقطع کارشناسی، کارشناسی ارشد و دکترا در یک محیط ۱۰۰٪ آنلاین در کالج‌های زیر ارائه می‌دهد:
- کالج بازرگانی گلن آر. جونز
- دانشکده آموزش و پرورش
- دانشکده بهداشت و خدمات انسانی
- دانشکده سیستم‌های اطلاعاتی

### رتبه‌بندی
دانشگاه بین‌المللی ترایدنت رتبه ۸۰ را در گزارش رتبه‌بندی دانشگاه ملی ۲۰۱۹ ماهانه واشینگتن و رتبه ۱۹ را در The Military Times Best: کالج‌های ۲۰۱۸ برای بهترین مدارس آنلاین و غیرسنتی به خود اختصاص داده‌است.